# Uniwersytet Oradejski
Uniwersytet Oradejski (rum. Universitatea din Oradea) – uniwersytet mieszczący się w mieście Oradea w północno-zachodniej Rumunii. Zajmuje pierwszą pozycję w rankingu najdynamiczniej rozwijających się uniwersytetów w Rumunii, a także dzięki innowacyjności i nowoczesności uchodzi za najlepszą tego typu wyższą uczelnię w kraju.
Szkoła oferuje 123 kierunki studiów magisterskich oraz 151 pomagisterskich dla osób chcących zdobyć wyższe stopnie naukowe. Szkoła zatrudnia 2003 osoby (2006), z czego 1237 to wykładowcy i nauczyciele. W Oradei studiuje 35 000 studentów.